# ジョージ・ウォルポール (第3代オーフォード伯爵)

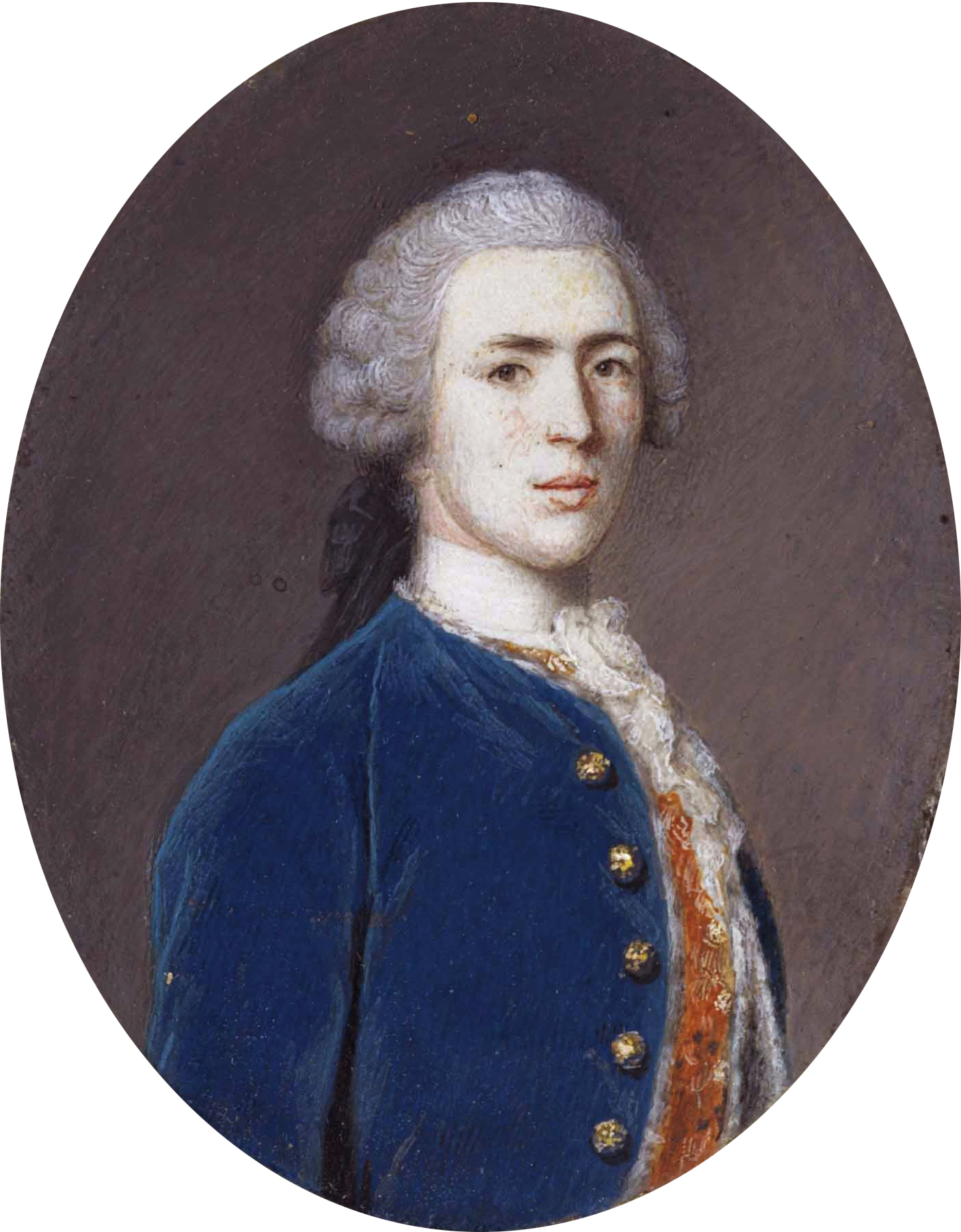
第3代オーフォード伯ジョージ・ウォルポールの肖像画

第3代オーフォード伯爵ジョージ・ウォルポール（英語: George Walpole, 3rd Earl of Orford、1730年4月2日 - 1791年12月5日）は、イギリスの貴族。
初代首相ロバート・ウォルポールの孫にあたる。

## 経歴
1730年4月2日に初代ウォルポール男爵ロバート・ウォルポール（後の第2代オーフォード伯爵。首相ロバート・ウォルポールの息子）とその妻マーガレット（旧姓ロール。後に第15代クリントン女男爵位を継承）の間の長男として生まれた
。
イートン校を卒業。1751年3月31日の父の死により第3代オーフォード伯爵位を継承し、貴族院議員に列した
ホイッグ党に所属し、1755年から1782年にかけて寝室侍従長を務めた。1757年から1791年にかけてはノーフォーク統監を務めた。
1781年1月13日の母の死により第16代クリントン男爵位を継承した。
1791年12月5日に死去した。結婚しておらず、子供もなく、クリントン男爵位を除く保有爵位は叔父のホレス・ウォルポールが継承した。一方母から継承したクリントン男爵位は、休止（dormant）となったが、1794年にはロバート・トレフューシスが継承者に確定した。

## 爵位
1751年3月31日の父ロバート・ウォルポールの死により以下の爵位を継承した。
- 第3代オーフォード伯爵 (3rd Earl of Orford)
（1742年2月6日の勅許状によるグレートブリテン貴族爵位）
- 第3代ウォルポール子爵 (3rd Viscount Walpole)
（1742年2月6日の勅許状によるグレートブリテン貴族爵位）
- ノーフォーク州におけるウォルポールの第2代ウォルポール男爵 (2nd Baron Walpole, of Walpole in the County of Norfolk)
（1723年6月1日の勅許状によるグレートブリテン貴族爵位）
- ノーフォーク州における第3代ホートン男爵 (3rd Baron of Houghton, in the County of Norfolk)
（1742年2月6日の勅許状によるグレートブリテン貴族爵位）

1781年1月13日の母マーガレット・ウォルポール(旧姓ロール)の死により以下の爵位を継承した。
- 第16代クリントン男爵 (16th Baron Clinton)
（1299年2月6日の議会招集令状（英語版）によるイングランド貴族爵位）